# Ansellia
Ansellia (Ansellia africana) är en växt med ljusgula eller mörkbruna blommor som ursprungligen kommer från Afrika. Den förekommer bland annat som krukväxt i Sverige.